# Docohammus bennigseni
Docohammus bennigseni är en skalbaggsart. Docohammus bennigseni ingår i släktet Docohammus och familjen långhorningar.

## Underarter
Arten delas in i följande underarter:
- D. b. bennigseni
- D. b. franzae
- D. b. aethiopicus